# Moeda da Roma Antiga

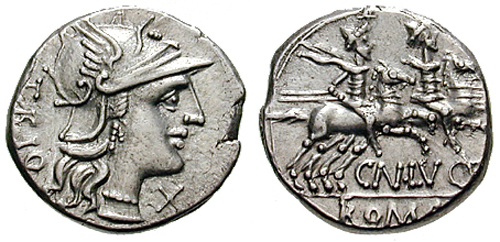
Denário,. De um lado, a cabeça com capacete da deusa Dea Roma. De outro lado, os Dióscuros.

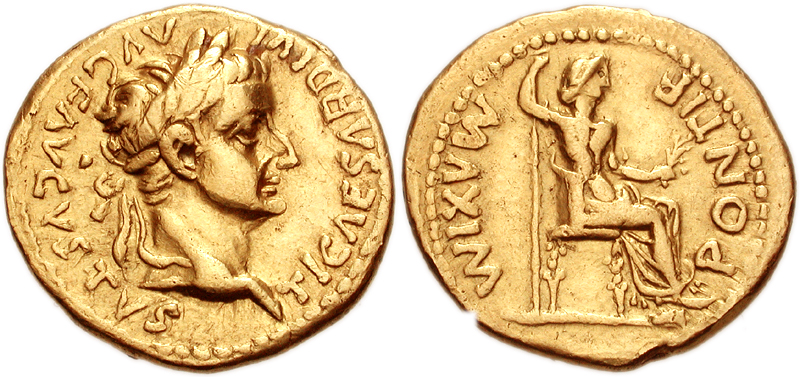
Áureo de Tibério. Características: 19mm, 7.55 g. Cunhada em Lugduno. Mostra no verso a inscrição PONTIF MAXIM (pontífice máximo) e Lívia Drusa como Pax, segurando um cetro e um ramo de oliveira.

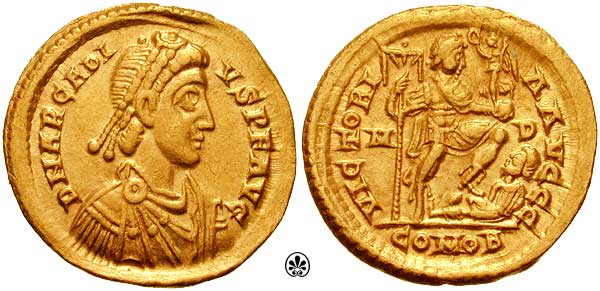
Soldo de Arcádio

As moedas romanas , em circulação durante a maior parte da República e do Império Romano do Ocidente, incluíam o áureo (aureus, em latim), de ouro; o denário (denarius), de prata; o sestércio (sestertius), de bronze; o dupôndio (dupondius), de bronze; e o asse (as), de cobre. Estas denominações foram utilizadas de meados do século II a.C. até meados do século III d.C.
Durante o século III d.C., o denário foi substituído pelo denário duplo, também conhecido como antoniniano (antoninianus), o qual, por sua vez, foi extinto pela reforma monetária de Diocleciano, que criou denominações tais como o argento (argenteus, "de prata") e o fólis (bronze prateado). Após as reformas, as moedas em circulação passaram a ser, basicamente, o soldo (solidus), de ouro, e algumas denominações menores de bronze, até o fim do Império Romano do Ocidente. A única moeda de prata cunhada foi a Miliarense. A moeda era indexada no valor da prata em todo o período histórico romano, chegando a influenciar a moeda do Império Bizantino.
A autoridade para cunhar moeda pertencia, primordialmente, ao governo central em Roma, que emitia moedas de metal precioso. As províncias romanas podiam cunhar moedas de bronze (de menor valor, portanto). Algumas províncias orientais cunhavam moedas de prata, mas apenas para circular em seu território e para atender uma necessidade local.
O conteúdo de metal precioso nas moedas romanas variou ao longo da história, geralmente para baixo. O mesmo ocorreu com o valor corrente da moeda.
O áureo, que, devido ao seu alto valor, funcionava mais como unidade de conta do que como moeda de troca, valia 25 denários. Estima-se que, por volta do fim da república e do início do principado, um denário equivalia ao salário diário de um trabalhador. Um denário valia 5 dupôndios ou 10 asses (em 118 a.C., o valor do denário foi reajustado para 16 asses). Um dupôndio valia 2 asses; 1 sestércio, 4 asses. Sabe-se que durante o século I, um asse comprava o equivalente a meio quilo de pão ou um litro de vinho barato.